# Buckow (Märkische Schweiz)
Buckow (Märkische Schweiz) è una città di 1 493 abitanti del Brandeburgo, in Germania.
Appartiene al circondario del Märkisch-Oderland ed è capoluogo della comunità amministrativa della Märkische Schweiz.

## Geografia fisica
Buckow si trova nella parte centro-meridionale del circondario. Confina con i comuni di Strausberg, Waldsieversdorf, Oberbarnim, Garzau-Garzin, Märkische Höhe e Müncheberg.
Da Berlino dista circa 40 km, da Francoforte sull'Oder circa 20, e gli stessi ne dista dal confine polacco di Kostrzyn nad Odrą.

### Ambiente naturale
La cittadina termale (da cui Kurort Buckow) ha un contesto naturalistico piuttosto favorevole, dato che si trova al centro di un parco nazionale, quello della Märkische Schweiz. Al lato occidentale, lungo tutto l'abitato, si trova il lago balneare dello Schermützelsee, ed altri piccoli laghi costellano il comune e Buckow stessa. Fra di essi vi sono il Großer Klobichsee (al confine comunale con Münchehofe), il Buckowsee (in centro), il Grieppersee ed il Weißersee.

## Infrastrutture e trasporti
La Buckower Kleinbahn è una linea che collega Buckow alla rete ferroviaria nazionale a Müncheberg. Ha valenza turistica e storica ed è stata riaperta nel 2002. Oltre ai 2 capolinea, conta una sola altra fermata a Waldsieversdorf.